# 石龙水电站
石龙水电站位于中国吉林省抚松县抚松镇以东8km的松江河下游，大蒲春河注入松江河的河口上游处，是松江河水电三级开发的第3个梯级，主要任务是为双沟水电站反调节。距上游双沟水电站约18km。为日调节水库。业主为吉林省电力有限公司松江河发电厂。

## 技术概况
枢纽由混凝土重力坝、引水隧洞、地面厂房及开关站组成，坝顶长219m。最大坝高43m。
水库正常蓄水位479米，相应库容0.304×108m3。水库总库容0.403×108m3。调节库容0.20×108m3。
引水隧洞按照单机单洞布置，分别长181m、193m，获自然落差6m。电站总装机70MW（2×35兆瓦），多年平均发电量1.257×108kw/h。以2回66kV出线接入电网。

## 历史
工程实际总投资27.7亿元，其中环保总投资2759.1万元，占总投资的1.0%。淹没耕地784.5亩， 迁移人口110人。
2005年开始永久交通道路施工及施工准备工作，2007年11月28日顺利完成了大江截流的目标。2010年4月18日正式下闸蓄水。
2号机组于2010年6月27日开始限负荷试运行，2010年9月7日至10月15日进行了首次检修，主要处理了机组抬机量过大、振摆超限等重大缺陷，修后达到了满负荷运行要求，于2010年10月18日报系统备用。